# Bismarckturm (Bremerhaven)

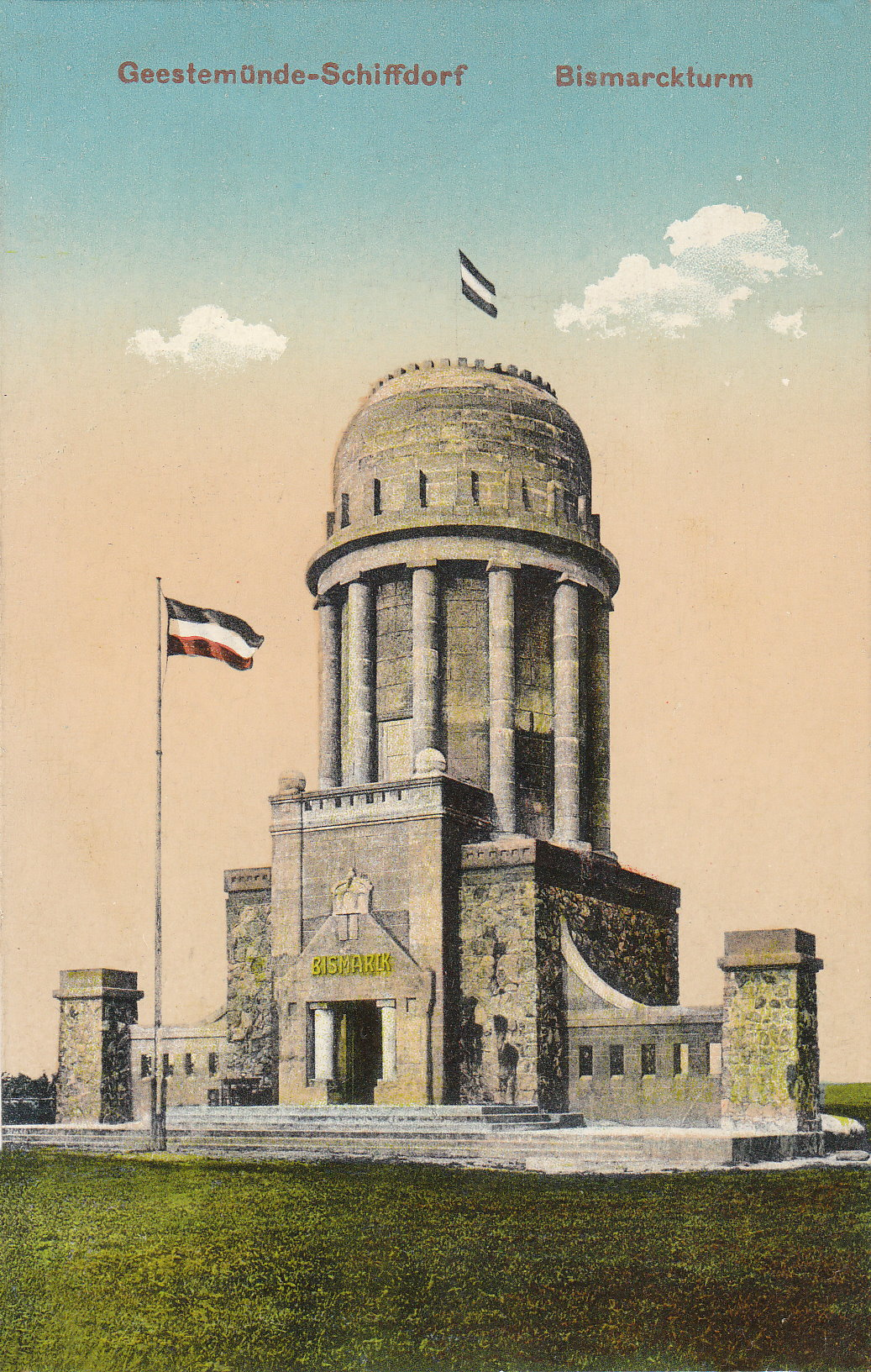
Bismarckturm in Schiffdorf (1911)

Der Bismarckturm in Bremerhaven war ein Denkmal für Otto von Bismarck in Schiffdorf bei Bremerhaven. Er wurde 1911 gebaut und 1966 gesprengt.

## Geschichte
Der Deutschbund initiierte im Herbst 1904 den Verein zur Erbauung eines Bismarckturmes für die Unterweserorte. Wegen der Lage auf der Geest entschied er sich gegen Lehe und Speckenbüttel und für Schiffdorf. In einem Architektenwettbewerb entschied sich das  Preisgericht Anfang 1906 für den (zweiten) Entwurf der Architekten Bertram und Eits. Da das Spendenaufkommen zu gering war, beschloss der Verein die Auflösung. Das Vereinsvermögen wurde den vereinigten Kriegervereinen übertragen. Als Kampfgenossenverein an der Wesermündung wollten sie das Turmprojekt zum Abschluss bringen. Der Architekt George J. Dixen aus Lehe lieferte einen neuen  Entwurf.
Am 7. Mai 1911 war die Grundsteinlegung auf dem  1.000 m² großen Baugrund in Schiffdorf. Unter den 5.000 Teilnehmern waren alle militärischen Vereine der Unterweserstädte. Die fehlenden Geldmittel sollten durch die Veranstaltung einer Lotterie von Haushaltsgegenständen im Mai 1911 zusammenkommen. Der Senat der Freien Hansestadt Bremen hatte sie mit Zustimmung des Oberpräsidenten der Provinz Hannover genehmigt. Nach vier Monaten Bauzeit wurde der Bismarckturm am 3. September 1911 eingeweiht.

### Bau
Der Sockel des 22,6 m hohen Aussichtsturms bestand aus Findlingen. An den Sockelseiten seitlich des Einganges setzte jeweils eine unten durchbrochene Mauer an, die jeweils an einem mit Findlingen verzierten Pfeiler endete. Über eine weitere, leicht schmal zulaufende Treppe mit drei Stufen gelangte man zu dem mit Findlingen verblendeten viereckigen Sockel mit Portalvorbau. Der mächtige Eingangsgiebel oberhalb des von zwei Säulen begrenzten Portals war mit einer reliefartigen Kaiserkrone mit der Inschrift BISMARCK bekrönt. Die Feuerschale auf dem Turmkopf wurde mit Torf und Petroleum befeuert. Der viereckige  Unterbau war auf der Frontseite über eine dreistufige Treppenanlage zu erreichen.

### Kommunaler Besitz und Verfall
Geestemünde hatte 1913 das Stadtrecht erhalten. 1919 lehnten seine Bürgervorsteher  die Übernahme des Turmes ab. Am 13. Oktober 1924 ging das Bauwerk in den Besitz der neuen Stadt Wesermünde über. Auf einer Versammlung des verbotenen  Roten Frontkämpferbunds am Bismarckturm rief der Gauleiter Winter (KPD) am 13. Februar 1933 dazu auf, einen Propagandamarsch der Sturmabteilung zu verhindern. Nach 1945 wollte man den baufälligen Turm erhalten. Eine Kostenschätzung der Sanierungsmaßnahmen belief sich auf 200.000 Deutsche Mark. Deshalb beschlossen alle Fraktionen von Bremerhavens Stadtverordnetenversammlung den Turm abzureißen. Nach der Sprengung am 1. März 1966 wurden die Trümmer spurenlos beseitigt. Erhalten ist lediglich der Gedenkstein für  Helmuth von Moltke d. Ä. sowie ein Gedenkstein mit der Gravur „v. Roon“.